# Paul Remlinger
Paul Remlinger (Bertrange, 29 dicembre 1871 – Tangeri, 9 marzo 1964) è stato un medico, batteriologo e virologo francese, noto soprattutto per i suoi studi sulla rabbia.

## Biografia
Dopo gli studi in Medicina presso l'Hôpital d'instruction des armées du Val-de-Grâce, un ospedale militare di Parigi, si laureò in medicina a Lione nel 1893 discutendo una tesi sull'ereditarietà nella tubercolosi, per la quale fu premiato con una medaglia d'argento. Dopo aver prestato servizio come primario al reparto di Clinica medica dell'ospedale Val-de-Grâce, nel 1896 divenne direttore del Laboratorio militare di batteriologia di Tunisi. Nel 1901 venne chiamato alla direzione dell'Istituto imperiale antirabico di Costantinopoli, allora nell'Impero ottomano, dove si specializzò nello studio della rabbia. Nel 1904 Remlinger, assieme a Alfonso Di Vesteama indipendentemente da questi, riuscì a dimostrare la filtrabilità dell'agente eziologico della rabbia attraverso le candele filtranti di Berkefeld e di Chamberland.
Continuò a interessarsi di rabbia anche dopo aver lasciato Costantinopoli (1913) ed essere rientrato in patria dove assunse l'incarico di responsabile del Laboratorio medico centrale dell'esercito francese. Durante la grande guerra svolse il servizio militare in sanità sull'Argonne (contribuì a spegnere una epidemia di dissenteria) nel 1918 assunse l'incarico di direttore dell'Istituto Pasteur di Tangeri, rimanendo nella città marocchina anche dopo il pensionamento (1932). Nel 1944 fu eletto socio corrispondente dell'Académie des Sciences.